# Spermacoce alata
Espèce
Classification phylogénétique
Synonymes
selon tropicos :
- Borreria alata (Aubl.) DC.
- Borreria latifolia (Aubl.) K. Schum.
- Spermacoce latifolia Aubl.[2]

selon GBIF :
- Bigelovia elata Bartl.
- Bigelovia elata Bartl. ex DC.
- Borreria alata (Aubl.) DC.[3]

Spermacoce alata est une espèce de plantes herbacées néotropicales appartenant à la famille des Rubiaceae.

## Description
Spermacoce alata est une herbacée glabres atteignant jusqu'à 0,5 m de haut.
Les feuilles à base aiguës mesurent 40-70 × 10-30 mm. La gaine de la stipule est longue de 2-3 mm, avec 6-8 soies longues de 2,5-8 mm.
Les inflorescences sont terminales et parfois à l'aisselle des feuilles supérieures.
Le calice comporte 4 lobes, longs de 3-3,5 mm.
La corolle est blanche à bleu pâle, avec un tube long d'environ 6 mm, et des lobes longs d'environ 3,5 mm.
Les fruits sont subglobuleux, mesurant 1-2 × 1-2 mm.
Elle est souvent confondue avec Spermacoce latifolia.

## Répartition
Spermacoce alata est présent du Venezuela au Brésil amazonien en passant par le Guyana, le  Suriname et la Guyane.

## Taxonomie
Spermacoce alata est similaire à Spermacoce latifolia, et la séparation entre les deux peut être subtile si les plantes n'ont pas de fleurs ou de fruits matures. Le nom spécifique fait référence aux angles de la tige qui sont peu ou nettement ailés, mais ceux-ci varient dans leur degré de développement et se confondent dans une certaine mesure avec ceux de S. latifolia. Les plantes de S. alata ont souvent des tiges faibles et se trouvent dans des micro-sites boueux. Ces plantes sèchent fréquemment avec une couleur jaune-vert caractéristique, comme les plantes de S. latifolia.

## Écologie
Spermacoce alata pousse dans les forêts ripicoles à 50-200 m d'altitude.
Au Népal où on l'appelle AluPate Jhar (ou Broadleaf bottonweed en anglais), Spermacoce alata est considérée comme une espèce exotique envahissante nuisible pour l'environnement et la production agricole,,,.
Elle est aussi considérée comme une adventice du gazon en Indonésie,.
C'est une plante exotique envahissante dans le Jiangxi en Chine .
Spermacoce alata a été testée en tant que plante hyperaccumulatrice de fer.

## Usages
Spermacoce alata contient des glycosides, des protéines, des huiles volatiles, des flavonoïdes, des tanins ainsi que des substances originales.
Le jus de racines de Spermacoce alata est employé comme anti-paludéen au Népal

## Protologue

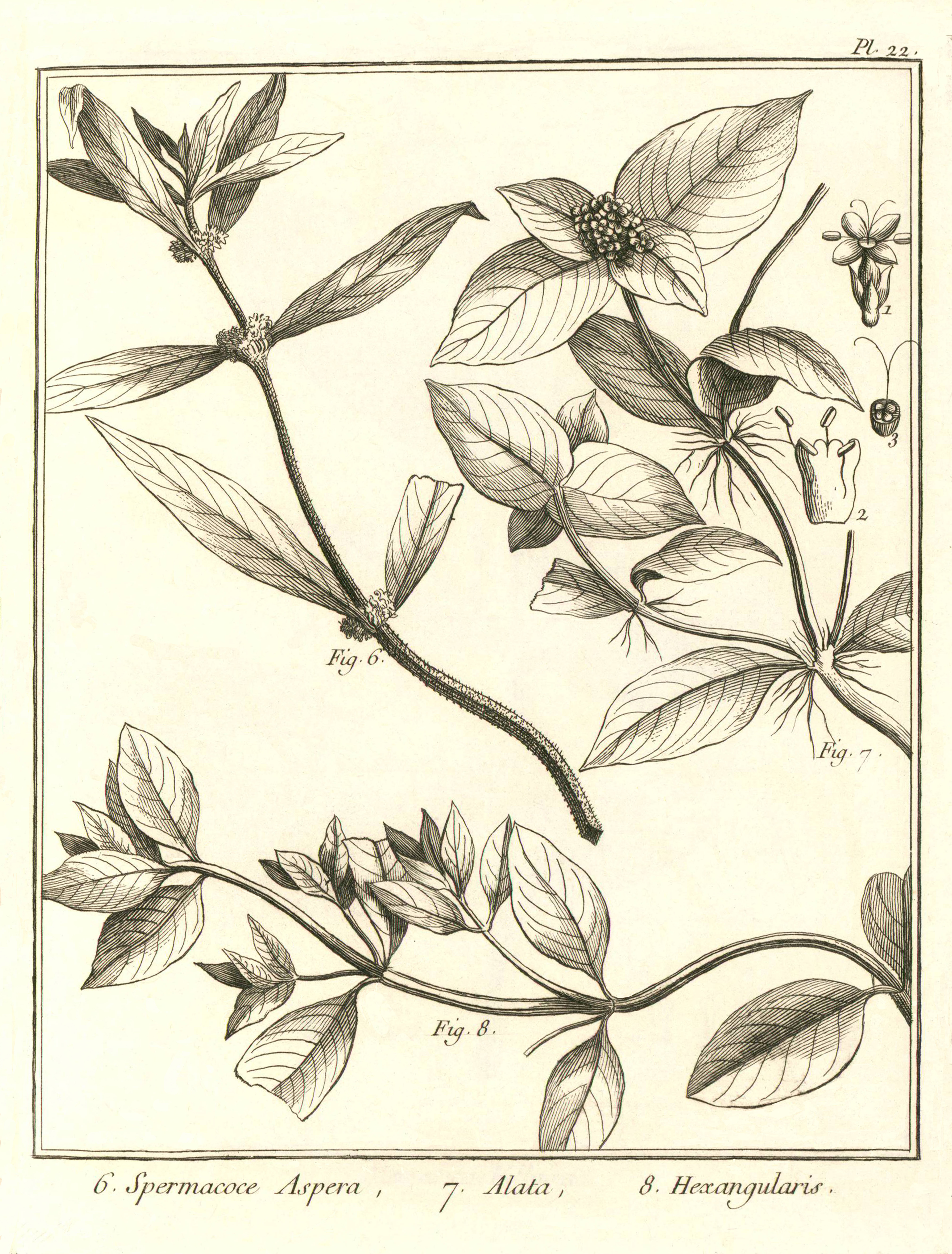
Spermacoce alata par Aublet (1775) Planche 22 :
fig. 6 - Spermacoce aspera (=Spermacoce latifolia).
fig. 7 - Spermacoce alata - 1. Fleur épanouie portée ſur l'ovaire. - 2. Corolle ouverte. Étamines. - 3. Ovaire. diſque. Style. Stigmates.
fig. 8 - Spermacoce hexangularis..

En 1775, le botaniste Aublet a proposé le protologue suivants :

« 7. SPERMACOCE (alata) caulibus & ramulis radicantibus ; foliis ovatis, ſubſeſſilibus 3 floribus cæruleis, terminalibus. (Tabula 22. Fig. 7.)

LA SPERMACOCE aîlée. (PLANCHE 22. fig. 7)
Cette plante pouſſe des tiges noueuſes, à quatre angles bordés d'un petit feuillet membraneux. Elles ſe répandent ſur la ſurface de la terre, & s'y attachent par des racines menues, fibreuſes, qui ſortent des nœuds de ces tiges.
Ses feuilles ſont ſeſſiles, entières, liſſes, molles, larges, ovales, & terminées en pointe.
Les fleurs naiſſent à l'extrémité des rameaux, entre deux feuilles oppoſées, au deſſus de deux plus grandes.
Le calice eſt à quatre divisions grêles & aiguës.
La corolle eſt bleue, monopétale ; c'eſt un tube court qui ſe range vers ſon ſommet, & ſe partage en quatre lobes égaux.
Les étamines ſont au nombre de quatre, attachées entre les diviſions de la corolle, deux à l'entrée du tube, & deux plus courtes ſur la paroi moyenne & interne du tube.
Le pistil eſt un ovaire couronne par le calice, ſurmonté d'un style qui s'élève au milieu de quatre petits corps glanduleux. Il eſt grêle, & ſe termine par deux longs stigmates.
L'ovaire devient un fruit fée, qui ſe partage en deux capſules monoſpermes.
Cette plante croît ſur le bord de la rivière d'Aroura, en allant au Comté de Gêne. »

— Fusée-Aublet, 1775.

« Toutes ces eſpèces de Spermacoce ſont employées en ptiſane par les Nègres de Madagaſcar, pour la cure de la gonorrhée. »

— Fusée-Aublet, 1775.

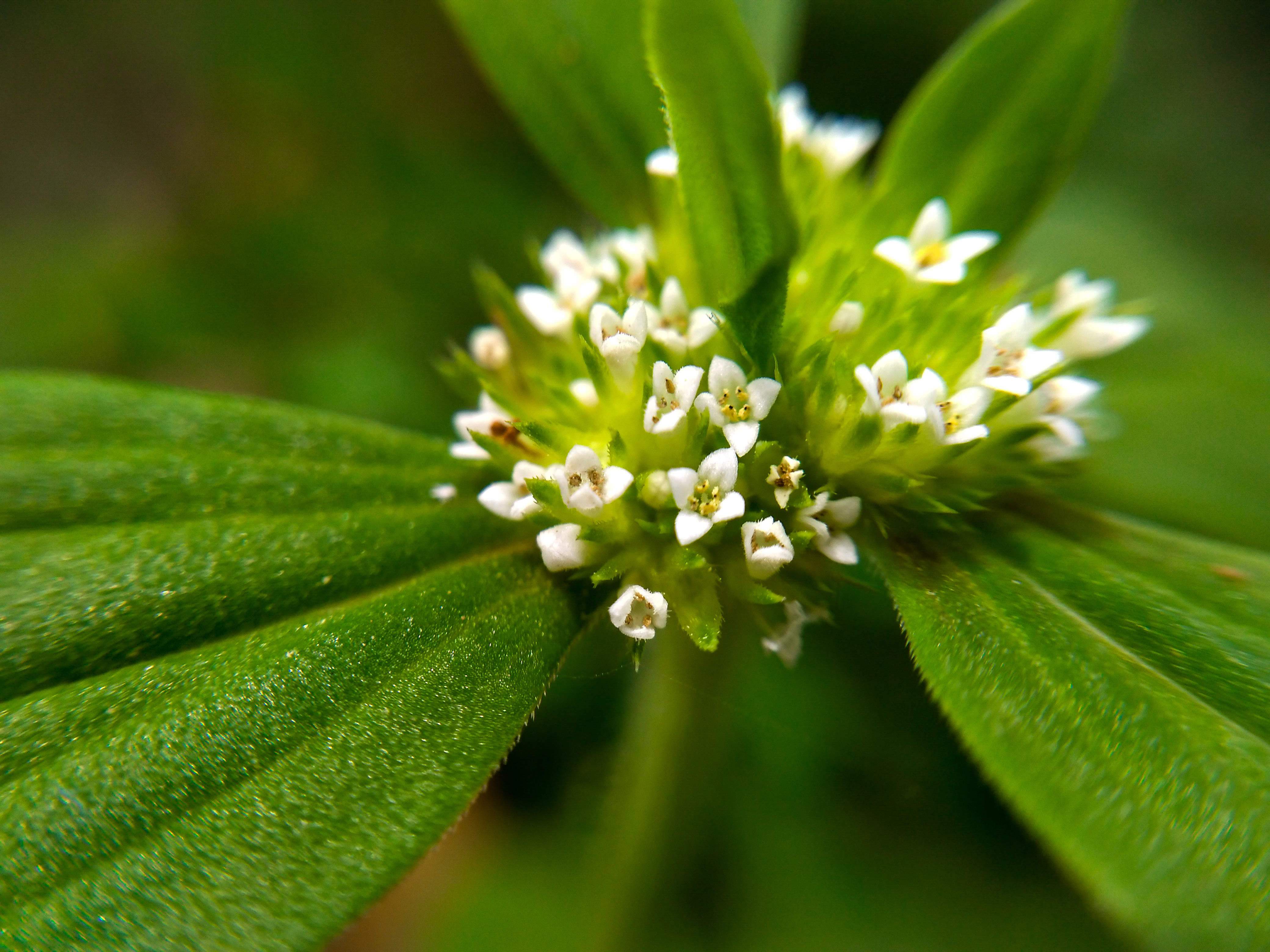
Spermacoce alata en Indonésie
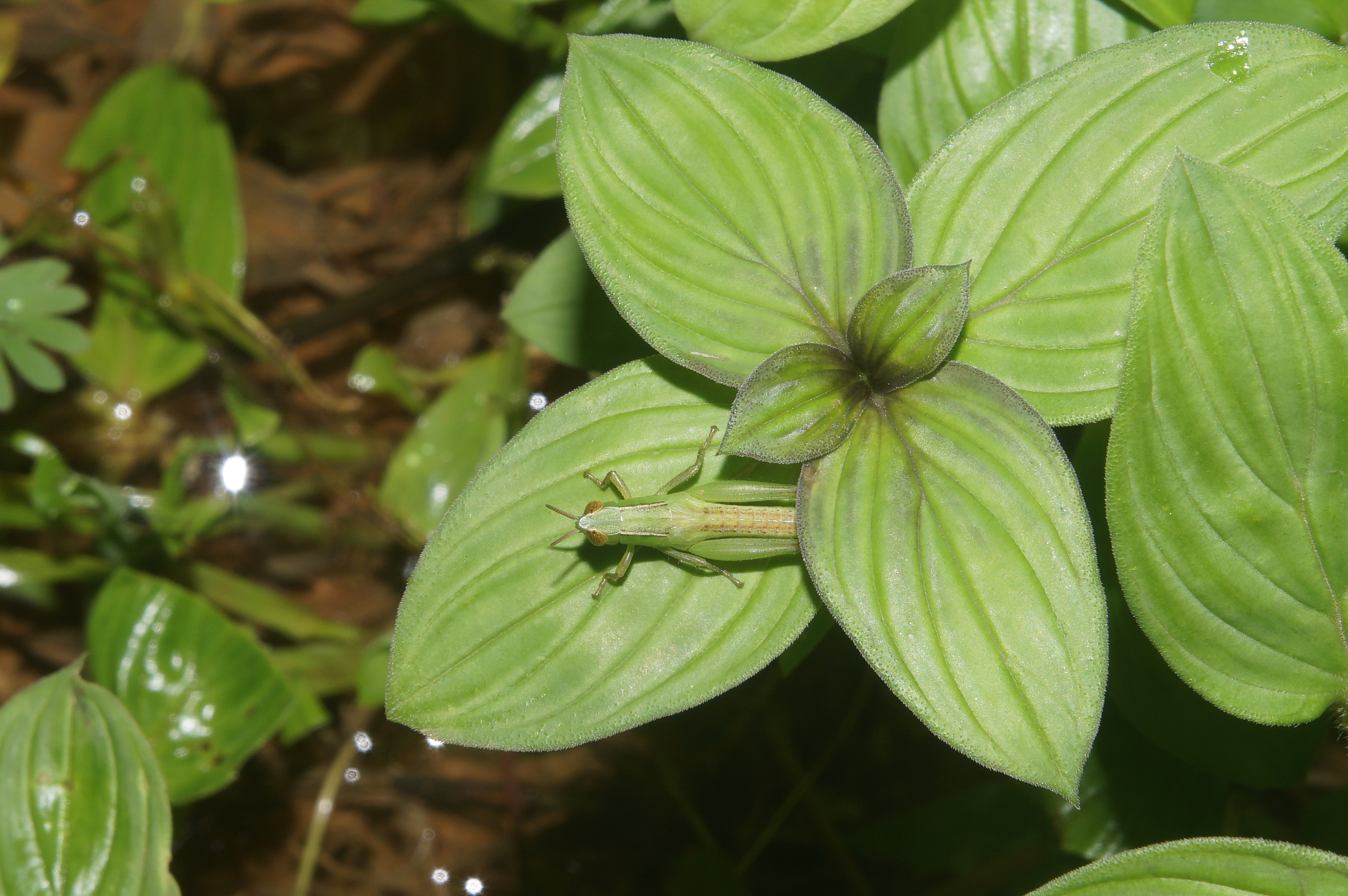
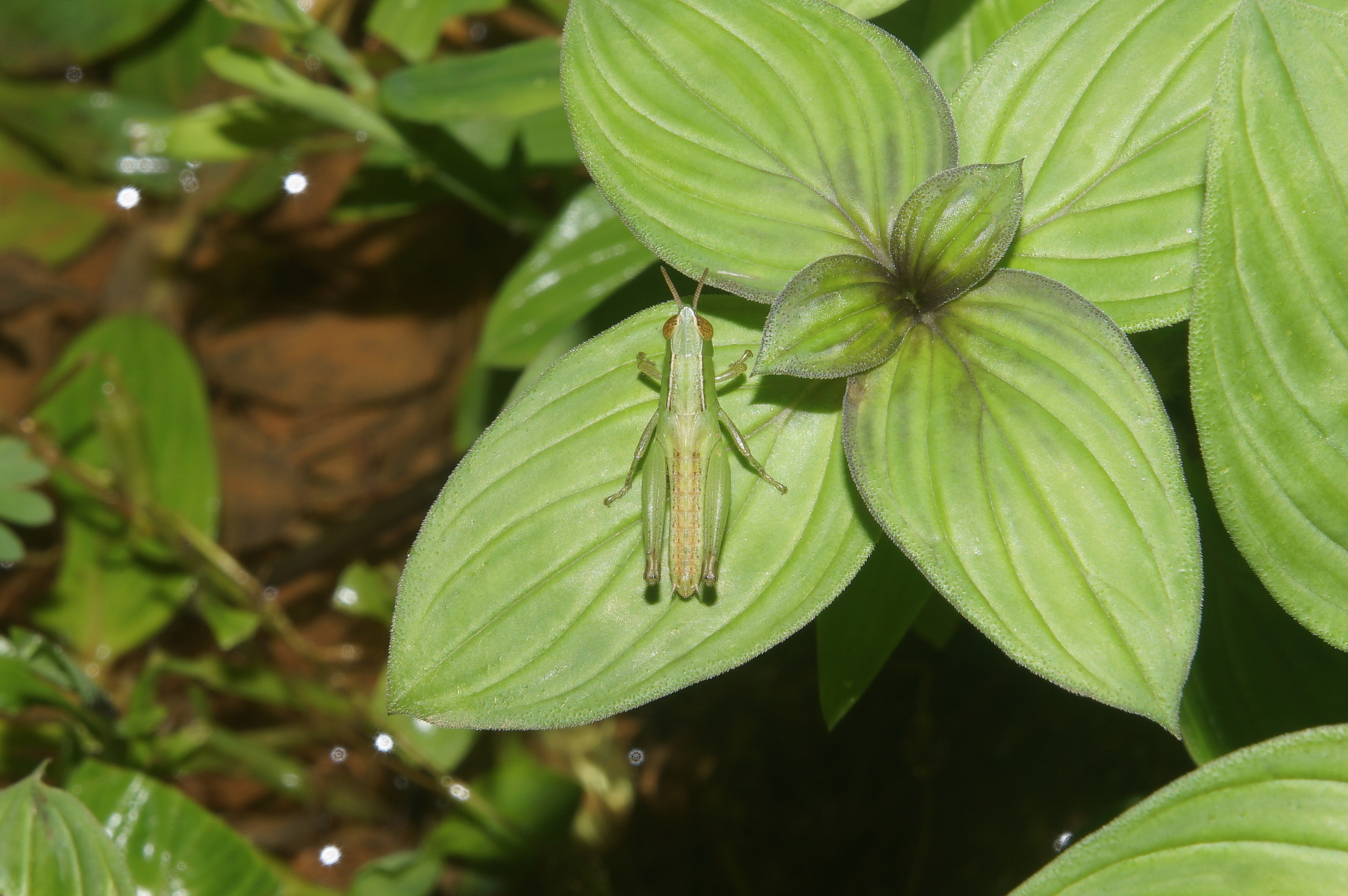
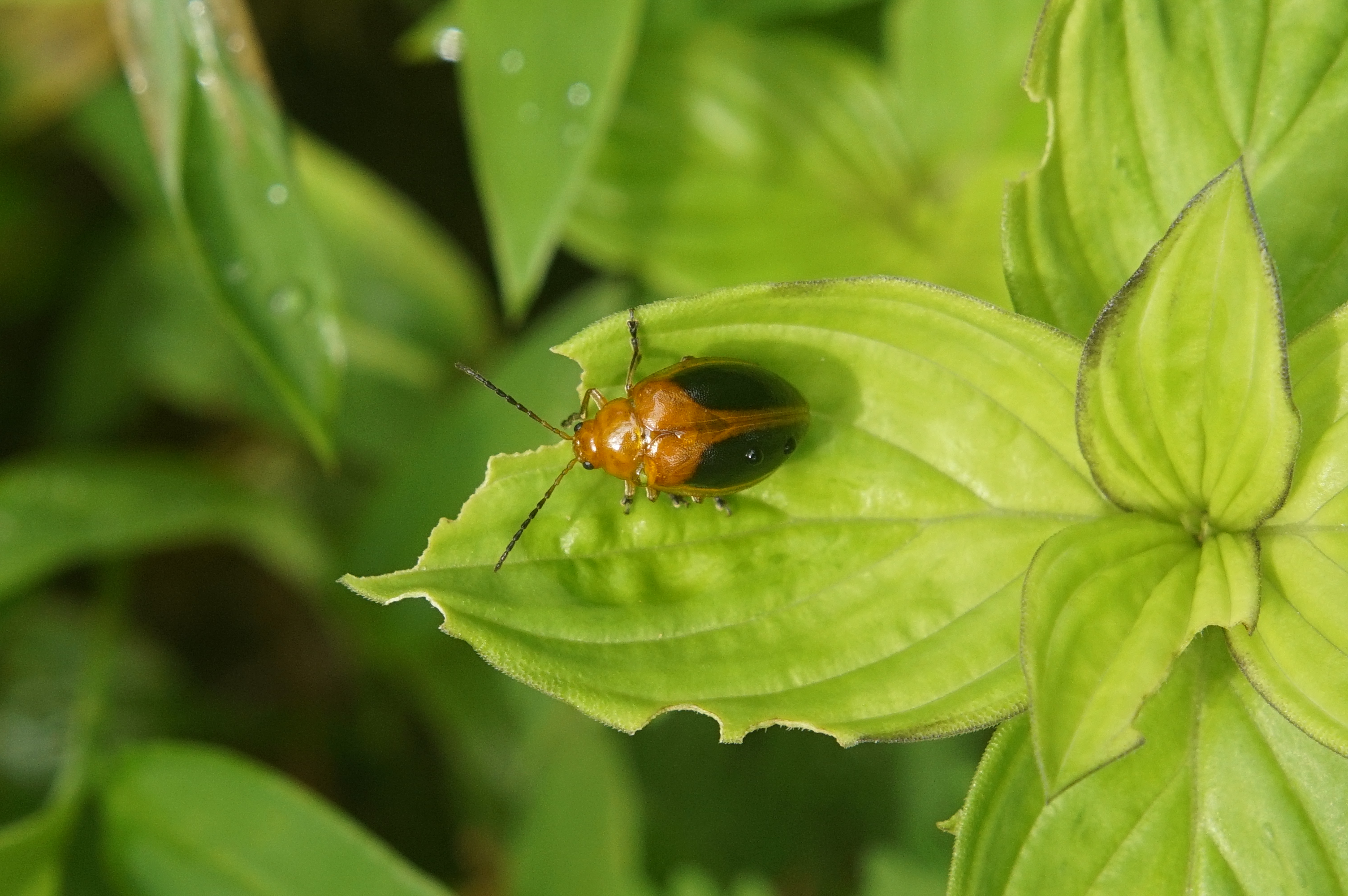
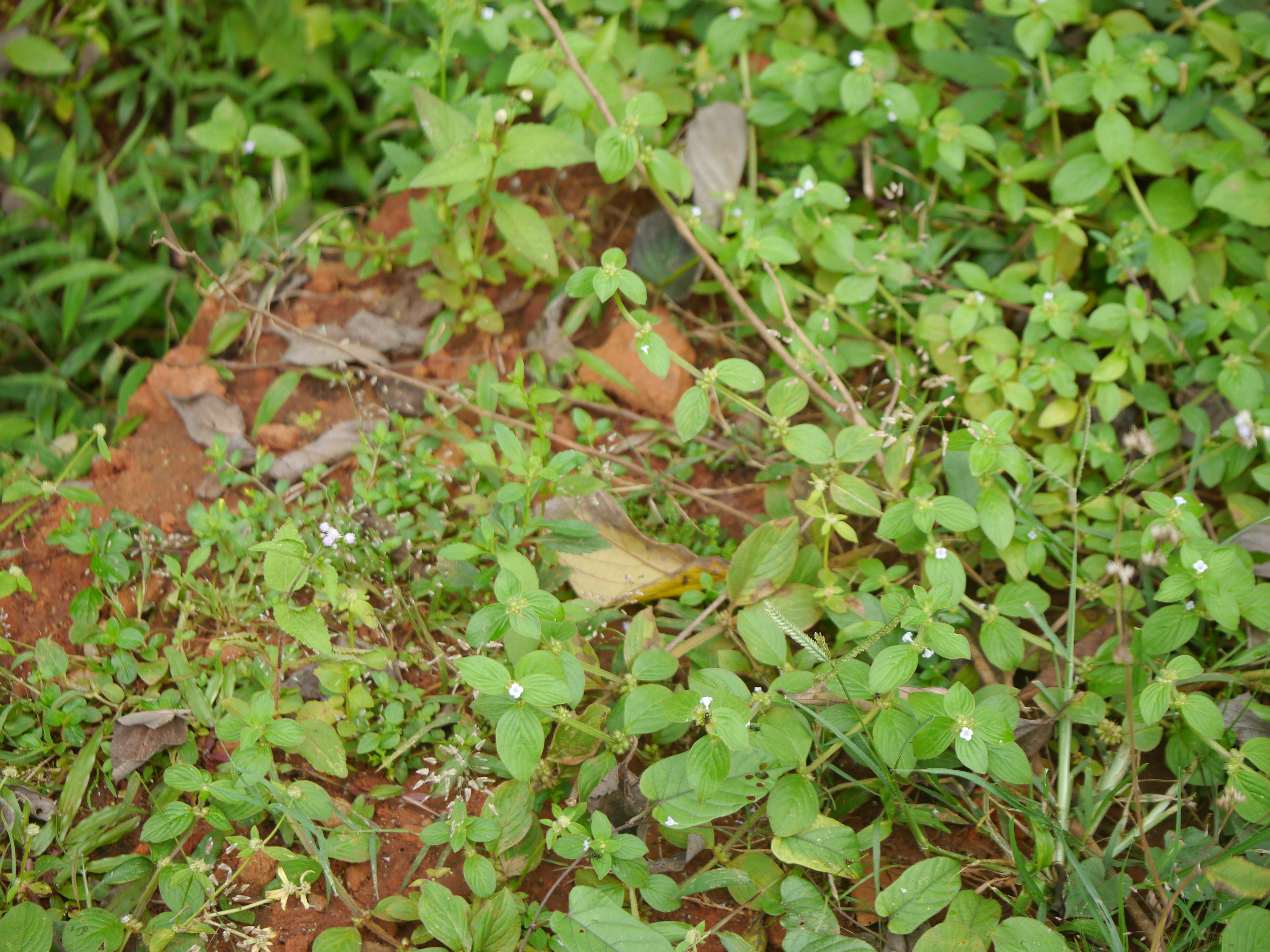
Spermacoce alata à Thane (Inde)
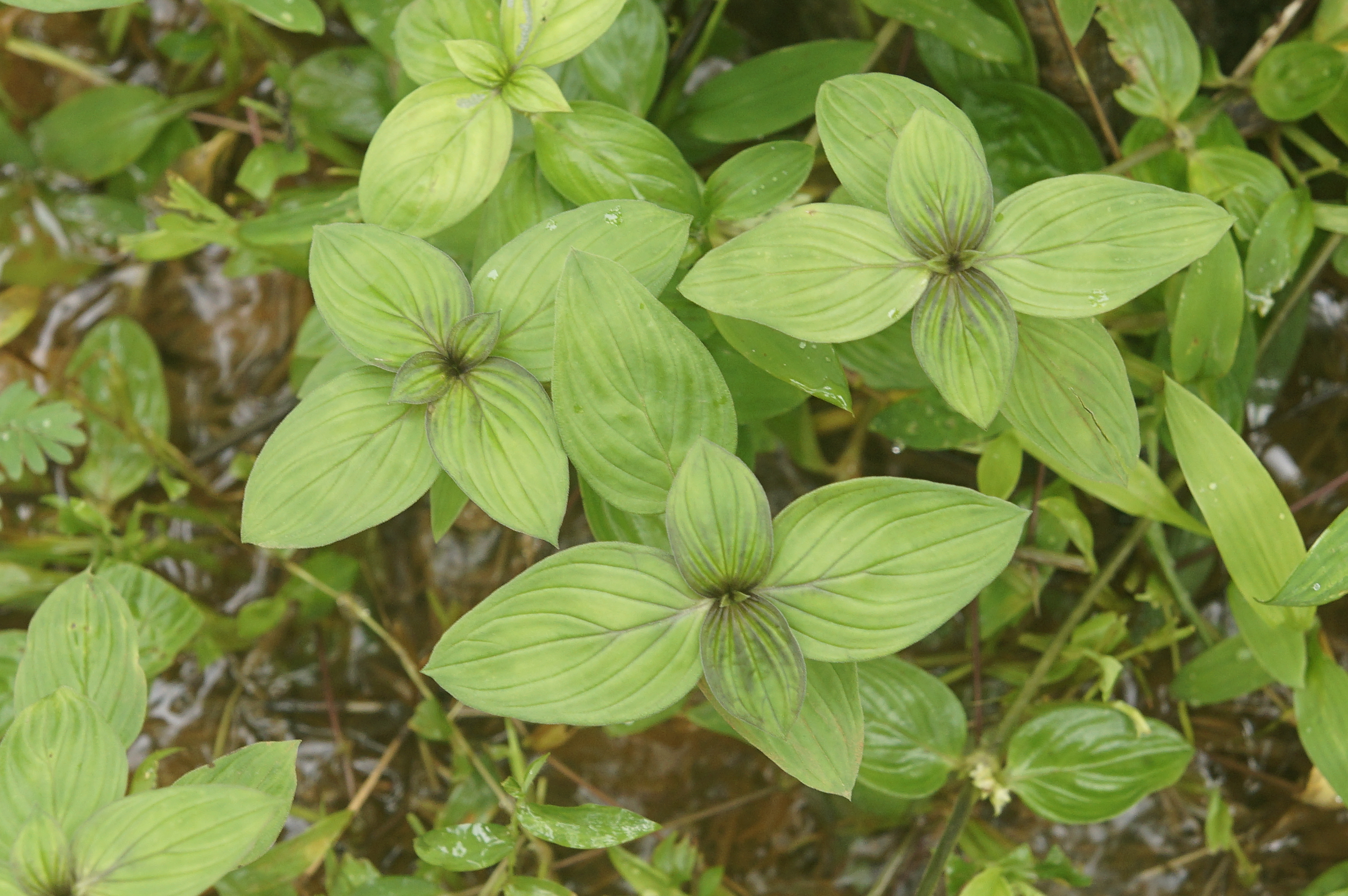
Spermacoce alata au Kerala (Inde)